# Pierre Levasseur
Pierre Georges Albert Levasseur (Parigi, 16 luglio 1890 – Parigi, 2 agosto 1941) è stato un ingegnere e aviatore francese, fondatore della Sociéte Pierre Levasseur Aéronautique specializzata nella produzione di eliche e velivoli imbarcati per la Marine nationale..

## Biografia
Nacque il 16 luglio 1890 nel X arrondissement di Parigi figlio di Édouard Louis Désiré e di Giuditta Nöelie de Siebenthal.  Esordì nel campo delle costruzioni aeronautiche all'età di 19 anni, quando presentò al primo Salon de la locomotion aérienne, svoltosi dal 25 settembre al 17 ottobre 1909, un dispositivo di propulsione adattabile ad un elicottero. Stava già pensando di costruire velivoli e durante questa mostra acquistò la licenza di fabbricazione dell'aereo Fernandez numero 03, che era lì esposto. Aprì un modesto laboratorio in rue de Javel nel XV arrondissement e aprì un ufficio al n. 47 di rue d'Hauteville, nel X arrondissement. Questo laboratorio gli permise di realizzare le sue prime eliche in legno, che divennero presto un successo. Attraverso la ricerca per migliorare la forma delle sue pale, riuscì ad affermarsi nell'allora nascente mercato dell'aviazione. La loro caratteristica è quella di presentare un bordo d'attacco con curvatura negativa. Queste eliche ebbero molto successo, soprattutto per l'esportazione. Delle 26.000 eliche prodotte in Francia tra il 1909 e l'agosto 1914, quasi un terzo fu esportato ed egli fece fortuna con questa produzione.
L'acquisizione della licenza Fernandez gli permise di costruire due velivoli, leggermente modificati rispetto all'originale. Uno di questi era equipaggiato con un motore rotativo Gnome Omega da 50 CV, mentre l'altro con un motore a otto cilindri in linea ENV da 90 CV, ed entrambi erano equipaggiati con un'elica Levasseur. Aprì anche una scuola di volo presso l'aerodromo di Juvisy (Port-Aviation) e scelse come capo pilota François Denhaut, il cui nome sarà poi associato alla costruzione di idrovolanti. Denhaut aveva conseguito la licenza di pilota (numero 690) su uno dei biplani. L'anno 1911 vide la sua consacrazione come produttore di eliche che equipaggiarono poi gli aerei dei più grandi nomi dell'aviazione: Blériot, Nieuport, Deperdussin e altri. Sembra che le forme delle prime eliche Levasseur fossero particolarmente adatte agli aerei dell'epoca, note per favorire le massime prestazioni del motore, senza vibrazioni.
Nel 1912 prestò servizio militare nell'Armée de terre, assegnato al 2° gruppo d'aviazione di Reims. Durante questo periodo non rimase inattivo e progettò la sua prima elica a passo cosiddetto regolabile. L'officina di rue de Javel funzionava a pieno regime perché, oltre al mercato civile, riforniva anche l'emergente Aéronautique Militaire.
Per quanto riguarda gli aerei, non progettando ancora propri velivoli, accoglieva progetti di diversi ingegneri “senza tetto”, permettendo loro di realizzare le loro creazioni nei suoi laboratori. Nel 1913, costruì due aerei secondo progetti che non ebbero successo: il Landeroin-Robert, un monoplano monoposto, e il Tubavion, progettato dai signori Charles Ponche e Maurice Primard. Quest'ultimo costituisce il primo tentativo al mondo di costruire un aereo interamente metallico. Poco prima dello scoppio della prima guerra mondiale,  iniziò la costruzione di un terzo biplano del tipo Fernandez, rimasto incompiuto a causa degli eventi.
Alla fine del primo anno di guerra fu allontanato dal fronte per riavviare i suoi laboratori che, ormai troppo piccoli, vennero trasferiti in Place Félix-Faure. Alla firma dell'armistizio del novembre 1918,  aveva prodotto 350 aerei da caccia SPAD, ali per idrovolanti FBA e più di 1.500 eliche montate sui monomotore Caudron G.3, i bimotori G.4, gli aerei da combattimento G.6 e R.4, i caccia monoposto Morane-Saulnier, SPAD S.VII e soprattutto sugli idrovolanti, i più comune dei quali era lo Schreck-FBA. La sua ditta divenne anche subappaltatrice dell'impresa FBA di Argenteuil.
Fu nel periodo tra le due guerre mondiali che la ditta Levasseur entrò nel ristretto "club" dei costruttori aeronautici francesi, con la produzione di velivoli per la Marine nationale. I suoi aerei avevano la particolarità di avere una fusoliera cosiddetta "marina", la possibilità di gettare in mare il carrello di atterraggio e di ammarare grazie ad uno scafo profilato e stagno.
La Levasseur realizzò su licenza 50 caccia Nieuport-Delage NiD 29, 145 Breguet Bre 14, 80 Morane-Saulnier MS.230, oltre a numerosi prototipi studiati da ingegneri privi di risorse industriali. Nel 1920 realizzò un battello con un'elica aerea azionata dal vento, progettato da Louis Constantin; quattro anni dopo, acquistò dall'American Reed la licenza di produzione per la sua elica in metallo, la cui rigidità delle pale era assicurata più dalla forza centrifuga che dal loro spessore, dopo aver sperimentato, a partire dal 1921, diversi modelli di eliche in legno a passo variabile.
Con l'aiuto di Charles Fréchet, direttore della produzione, concluse un accordo con il produttore britannico Blackburn Aircraft per produrre in Francia un aerosilurante imbarcato progettato dalla ditta britannica, il PL.2 che fu realizzato in 9 esemplari nel 1921. Questo fu il primo aereo ad equipaggiare la portaerei Béarn, nel giugno 1926, assegnato alla Escadrille 7-B2.
Nel 1927, sviluppò per Charles Nungesser e François Coli il PL.8 chiamato Oiseau Blanc, a bordo del quale gli aviatori scomparvero durante la traversata dell'Oceano Atlantico l'8 maggio 1927. La nazionalizzazione delle industrie degli armamenti effettuata nel 1936 dal governo francese non influenzò l'attività dell'impresa Levasseur, anche se lo scoppio della seconda guerra mondiale la costrinse a rallentare. All'inizio del 1941 stava studiando le prime eliche a pale orientabili e a diametro variabile.
Pierre Levasseur si spense nel VII arrondissement di Parigi il 2 agosto 1941.